# États et régions de Somalie

Carte des États de la Somalie.

Les États et régions de Somalie constituent les subdivisions territoriales de la République fédérale de Somalie. Au premier niveau, la Somalie est de jure divisée en 7 États fédérés, eux-mêmes découpés en 18 régions (en somali, gobolka au singulier et gobollada au pluriel). Le territoire de quelques de ces régions est cependant réparti dans deux États. La capitale fédérale Mogadiscio possède un statut spécial et son territoire couvre celui de la région Banaadir, qui ne fait partie d'aucun État.
Le fédéralisme est imposé dans le pays lors de la promulgation de la constitution de 2012. De l'indépendance du pays jusqu'au début des années 1990, le pouvoir est caractérisé par un gouvernement central fort et un territoire scindé en 18 régions administratives aux compétences plus ou moins étendues. Après 1991, la situation du pays est qualifiée d'État en déliquescence et l'autorité des gouvernements national et locaux est faible, voire inexistante dans plusieurs parties du pays. Dans les années 2000, le fédéralisme est présenté comme une solution pour apaiser les conflits claniques et religieux qui secouent le pays et assurer une meilleure répartition du pouvoir.
Encore dans les années 2020, l'organisation des différents États fédérés est inégale : certains jouissent d'assises stables pour la région, alors que d'autres peinent à faire reconnaître leur autorité.

## Histoire

### Indépendance du pays
Lors de son indépendance en 1960, la Somalie est constituée en tant qu'État unitaire, formé du gouvernement central, de régions administratives et de localités. Les huit administrations régionales et les 59 districts sont formés par le gouvernement central, mais disposent d'un gouverneur désigné par le président et de conseils élus les dirigeant. Le pouvoir demeurait malgré tout bien centralisé à Mogadiscio.  

### Régime de Siad Barre
Après le coup d'État de 1969 orchestré par Mohamed Siad Barre, ces conseils régionaux et locaux élus sont démantelés et remplacés par des conseils régionaux et locaux révolutionnaires dirigés par des administrateurs militaires. Les élections sont stoppées partout dans le pays. En 1974, Siad Barre augmente le nombre de régions à 18 et de districts à 78, notamment dans le but de partitionner les territoires claniques traditionnels et ainsi renforcer le pouvoir central. Siad Barre use d'ailleurs de cette stratégie plusieurs fois au cours de sa présidence afin de récompenser ses alliés et punir les opposants au régime. Certaines des nouvelles frontières qu'il décrète n'entreront cependant jamais en vigueur.  

### Éclatement de l'État

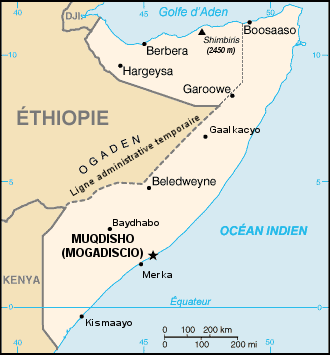
Carte de la Somalie.

En 1991, lors de la chute du régime de Siad Barre, l'État somalien n'est plus en mesure d'assurer sa souveraineté sur l'ensemble de son territoire et une multitude d'entités territoriales voit le jour. Des groupes rebelles formés à partir de lignées claniques se concurrencent afin de prendre le contrôle de l'État, notamment des seigneurs de guerre, des chefs de clan et de sous-clan et des dirigeants de mouvements islamistes. Les atrocités commises à l'endroit des populations civiles accroissent la méfiance entre les clans et sous-clans du pays et renforce l'aversion générale pour un pouvoir central fort dominé par une famille clanique, comme à l'époque de Siad Barre. La gouvernance clanique remplace peu à peu l'État central.   
Le nord-ouest du pays s'autoproclame indépendant et devient la république du Somaliland en 1991, entité sécessionniste ne jouissant pas de la reconnaissance internationale, le nord-est devient l'État semi-autonome de Pount (Puntland) en 1998, alors qu'aucun modèle de gouvernance particulier n'émerge dans le reste du pays, qui demeure dirigé par une kyrielle d'administrations locales et régionales autoproclamées, de systèmes claniques ou religieux, selon la dynamique locale,.  
Après avoir été proposé pour une première fois en 2004 par le Gouvernement fédéral de transition, le fédéralisme est présenté comme une manière de restaurer la confiance de la population envers l'État, en évitant l'émergence d'un gouvernement central autoritaire. Il est officiellement instauré dans le pays lorsqu'entre en vigueur la nouvelle constitution somalienne en 2012. 

## Situation actuelle
La constitution somalienne de 2012 instaure le fédéralisme et prévoit que l'organisation territoriale du pays est composée de deux niveaux, soit celui de l'État fédéral et celui des États fédérés, qui se trouve scindé en deux sous-niveaux : le gouvernement de l'État et les gouvernements locaux. Il est également prévu que les régions du pays – telles qu'elles existaient avant 1991 – ne peuvent rester autonomes plus que deux ans après l'entrée en vigueur de la constitution, elles doivent se regrouper avec d'autres régions en vue de former des États fédérés. Avant leur regroupement, elles demeurent sous l'égide de l'État fédéral. 
La constitution étant floue relativement à la relation entre les États fédérés et les gouvernements locaux, elle semble laisser aux États fédérés la responsabilité d'administrer ces entités régionales et locales à travers leur constitution respective. 
Au moment de la promulgation de la constitution, seul le Pount est déjà constitué en État fédéré, et ce, à partir de deux régions et demi. En 2016, les autres régions, à l'exception de la région de Banaadir, se sont regroupées en États. Sont donc créés les États de Jubaland à partir de trois régions, du Sud-Ouest à partir de trois régions, de Galmudug à partir d'une région et demi et d'Hirshabelle à partir de deux régions. Ces États ont une organisation variable et ne jouissent pas d'une autorité équivalente sur leur territoire respectif. Le Somaliland formé à partir de cinq régions est toujours considéré comme l'un de ses États par le gouvernement somalien.  

### États fédérés

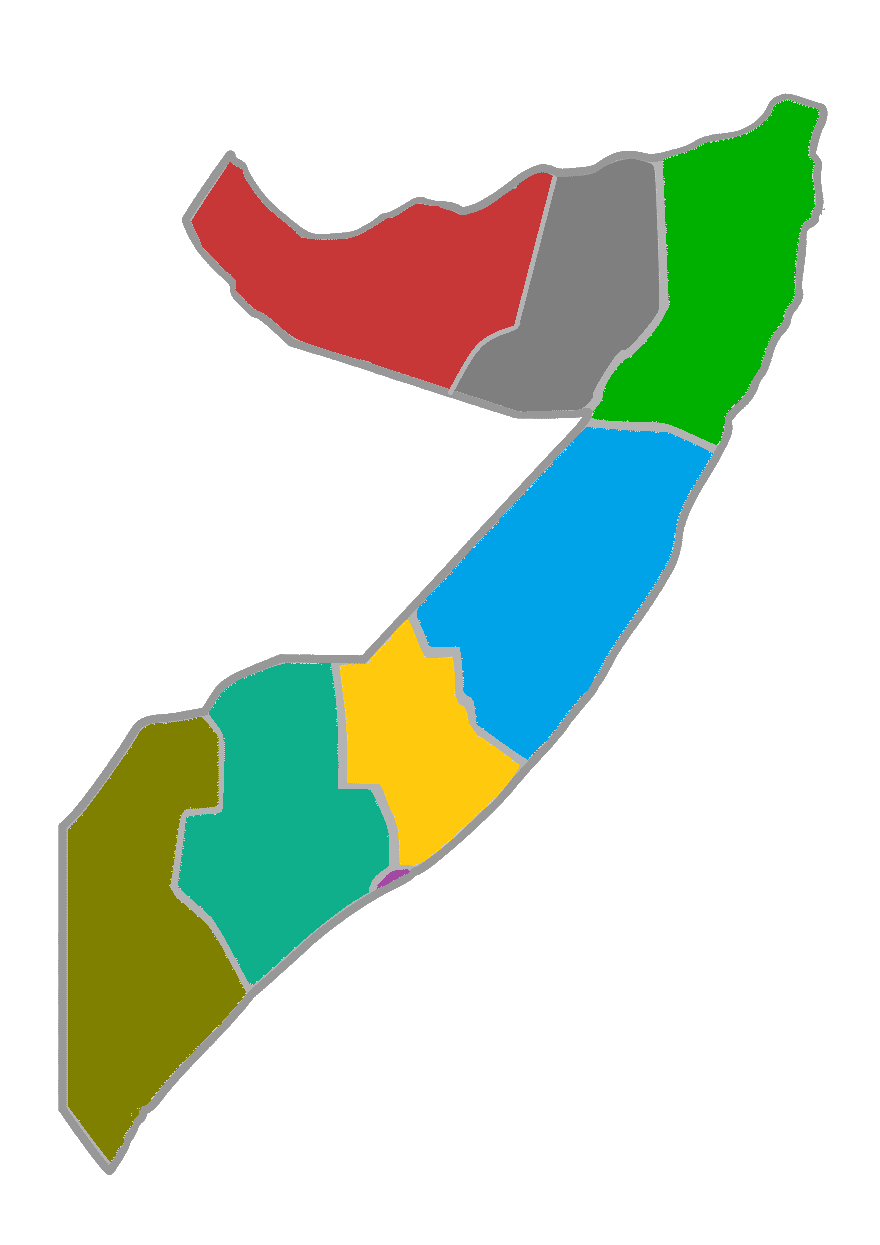
Carte des États fédérés de la Somalie.
Somaliland
Khatumo
Pount
Galmudug
Hirshabelle
Mogadiscio (Capitale fédérale)
Somalie-du-Sud-Ouest
Jubaland

| État | État                           | Capitale                       | Président                    |
| ---- | ------------------------------ | ------------------------------ | ---------------------------- |
|      | Somalie-du-Sud-Ouest           | Brava                          | Abdiaziz Laftagareen         |
|      | Pount                          | Garowe                         | Said Abdullahi Dani          |
|      | Somaliland                     | Hargeisa                       | Muse Bihi Abdi               |
|      | Jubaland                       | Bu'ale                         | Ahmed Madobe                 |
|      | Hirshabelle                    | Jowhar                         | Ali Abdullahi Hussein        |
|      | Galmudug                       | Dusmareb                       | Ahmed Abdi Kariye            |
|      | Khatumo                        | Buuhoodle                      | Abdikhadir Ahmed Aw-Ali      |
|      | Mogadiscio (Capitale fédérale) | Mogadiscio (Capitale fédérale) | Omar Mohamud Mohamed (maire) |

### Régions

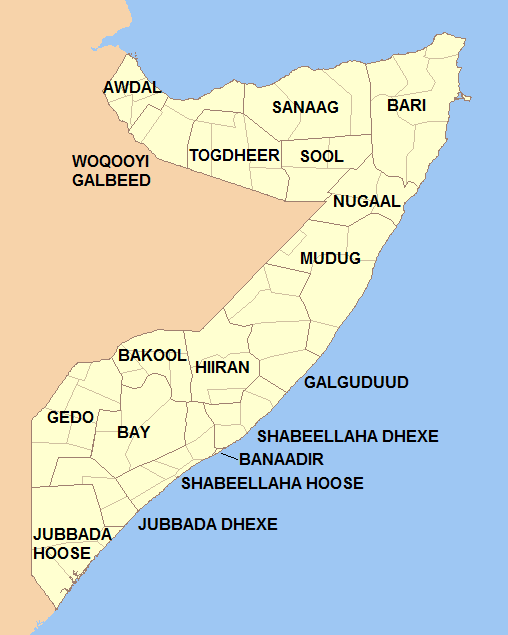
Carte des régions administratives de la Somalie.

Officiellement, la Somalie est divisée en 18 régions (la liste suivante indique la capitale de chacune entre parenthèses).

#### État du Somaliland
- Awdal (Borama)
- Woqooyi Galbeed (Hargeisa)
- Togdheer (Burao)

#### État du SSC-Khatumo
- Sanaag (Erigavo)
- Sool (Las Anod)
- Ayn (Buuhoodle)

#### État du Pount
- Bari (Bender Cassim)
- Nugaal (Garowe)

#### État de Galmudug
- Mudug (Galcaio)
- Galguduud (Dusa Mareb)

#### État de Hirshabelle
- Hiiraan (Beledweyne)
- Shabeellaha Dhexe (Giohar)

#### Mogadiscio (Capitale fédérale)
- Banaadir (Mogadiscio)

#### État de la Somalie-du-Sud-Ouest
- Bakool (Oddur)
- Bay (Baidoa)
- Shabeellaha Hoose (Merca)

#### État du Jubaland
- Jubbada Dhexe (Bu'aale)
- Gedo (Garbahaarey)
- Jubbada Hoose (Kismaayo)

## Découpages territoriauxde facto

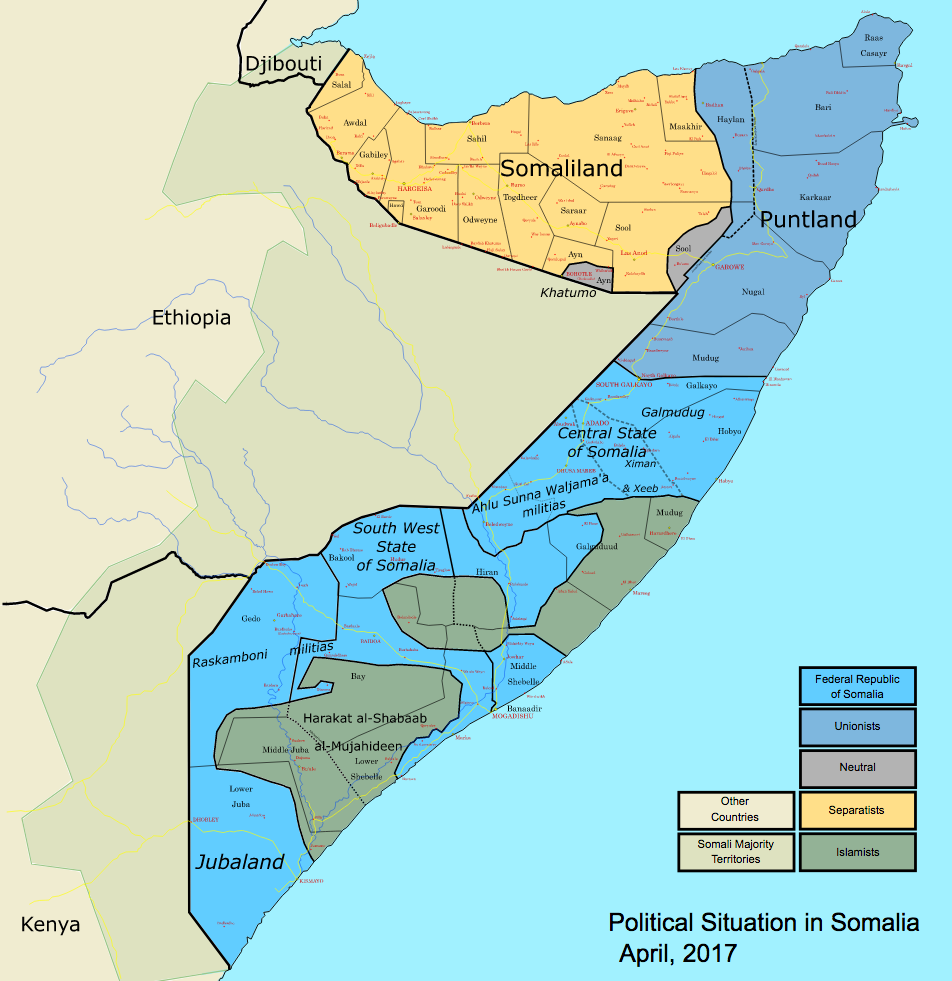
Carte de la Somalie indiquant les différentes zones de contrôle du pays.

Des entités non reconnues avaient réalisées leur propre découpage territorial.

### Gouvernement de transition
Le gouvernement fédéral de transition contrôle en théorie les régions suivantes :
- Bakool (Xuddur ; largement sous contrôle d'Al-Shabaab) ;
- Banaadir (Mogadiscio ; fortement contestée entre le gouvernement et des forces rebelles) ;
- Bay (Baidoa ; largement sous contrôle d'Al-Shabaab, sauf Baidoa) ;
- Galguduud (Dusa Mareb ; gouvernée par des chefs de clans locaux ; le Galmudug contrôle la ville de Galinsoor, au nord-est)
- Gedo (Garbahaarey ; gouverné par les 32 membres d'une assemblée régionale élue et des commissionnaires dans les sept districts) ;
- Hiiraan (Beledweyne ; largement sous contrôle de l'Union des tribunaux islamiques, à l'exception de Beledweyne) ;
- Shabeellaha Dhexe (Giohar ; complètement sous le contrôle de l'Union des tribunaux islamiques) ;
- Shabeellaha Hoose (Merca ; gouvernée par des chefs de clans locaux ; forte présence d'Al-Shabaab) ;
- Jubbada Dhexe (Bu'aale ; largement sous contrôle d'Al-Shabaab) ;
- Jubbada Hoose (Kismaayo ; largement sous contrôle d'Al-Shabaab, même si des clans locaux et des chefs de guerre dirigent toujours Kismaayo et ses environs).

### Galmudug
Le Galmudug contrôle les régions suivantes :
- Harardhere (Harardhere ; cette région faisant anciennement partie du Mudug et le contrôle du gouvernement y est limité) ;
- Hobyo (Hobyo ; anciennement partie de Mudug) ;
- Mudug (Gaalkacyo ; la moitié nord de Gaalkacyo et du Mudug est contrôlé par le Puntland).

### Maakhir
Le Maakhir contrôle les régions suivantes :
- Bari occidental (Galgala ; anciennement partie de Bari, contrôlée par le Puntland) ;
- Boharo (Dhahar ; anciennement partie de Sanaag) ;
- Madar (Badhan ; anciennement partie du Sanaag) ;
- Sanaag (Ceerigaabo ; le Somaliland contrôle Ceerigaabo et la moitié occidentale du Sanaag, et le Northland contrôle une partie de Ceerigaabo et un coin de territoire au sud de la ville).

### Northland
Le Northland contrôle les régions suivantes :
- Cayn (Buhodle)
- Sanaag (Ceerigaabo ; la majeure partie du Sanaag et Ceerigaabo sont contrôlés par le Maakhir ou le Somaliland) ;
- Sool (Las Anod ; le chef de guerre Ahmed Abdi Xabsade, pro-Somaliland, contrôle Las Anod et ses environs).

### Puntland
Le Puntland contrôle les régions suivantes :
- Bari (Bosaso ; le Maakhir contrôle le nord-ouest de Bari, qu'il nomme Bari occidental) ;
- Karkaar (Qardho ; anciennement partie de Bari) ;
- Mudug (Gaalkacyo ; la moitié sud de Gaalkacyo et du Mudug est contrôlée par le Galmudug) ;
- Nugaal (Garowe)

### Somaliland
Le Somaliland a fait sécession dès 1991. Il contrôle les régions suivantes :
- Awdal (Zeilah ; région des Issas) ;
- Gabiley (Gabiley ; anciennement partie de Woqooyi Galbeed) ;
- Maroodi Jeex (Hargeisa ; anciennement appelée Woqooyi Galbeed) ;
- Oodweyne (Oodweyne ; anciennement partie de Togdheer) ;
- Saaxil (Berbera ; anciennement partie de Woqooyi Galbeed) ;
- Salal (Zeilah ; région des Issas) ;
- Sanaag (Ceerigaabo ; le Maakhir en contrôle la partie est et sud, ainsi que Ceerigaabo) ;
- Sarar (Aynabo ; anciennement partie de Sool) ;
- Sool (Las Anod ; la plupart de la région fait géographiquement partie du Northland, mais le chef de guerre Ahmed Abdi Xabsade, pro-Somaliland, contrôle Las Anod et ses environs) ;
- Togdheer (Burao) ;
- Woqooyi Galbeed (Hargeisa).